# パンジャーブ州 (パキスタン)
パンジャーブ州（パンジャーブしゅう、パンジャーブ語: پنجاب、ウルドゥー語: پنجاب、英語: Punjab）は、パキスタンの州である。インドのパンジャーブ州とともにパンジャーブ地方に含まれる。人口はパキスタンの行政区画中で一番多く、2023年国勢調査によると1億2769万人で同年の日本よりも多い。州都はラホール（لاہور, Lahore）。州内にはほかにラーワルピンディー（راولپنڈی, Rawalpindi）やファイサラーバード（فیصل آباد, Faisalabad）などの都市がある。

## 地理
パンジャーブとはインダス川とその支流を指す「五つの川」を意味する。
南はシンド州、西はバローチスターン州および北西辺境州、北はカシミール地方（パキスタン支配地区およびインド支配地区）と首都イスラマバード、東はインドのパンジャーブ州とラージャスターン州に接する。北部はヒマラヤへ連なる山地となる。タール砂漠などの砂漠地帯もある。

## 歴史
古代にはタキシラ（現ラーワルピンディー県タキシラ郡）を中心に繁栄した。
1849年にパンジャーブ地方（現在のインドのパンジャーブ州、ヒマーチャル・プラデーシュ州と一体の地方）を構成していた。1864年までイギリス領インド帝国の夏の首都がマリー（Murree、現ラーワルピンディー県マリー郡）に置かれていた。
パキスタン・インドの独立により分割された。
2025年6月から7月にかけて集中豪雨が発生。54人以上が死亡した。

## 産業
農業が盛んである。

## 住民

### 言語
言語は主にパンジャーブ語で、その他にウルドゥー語、サライキ語など。

## 行政区画
36の県に分かれる。
1. アトック県（英語版） （Attock District） - アトック
2. バハーワルナガル県（英語版） （Bahawalnagar District） - バハーワルナガル（英語版）
3. バハーワルプル県（英語版） （Bahawalpur District） - バハーワルプル
4. バッカル県（英語版） （Bhakkar District） - バッカル
5. チャクワール県（英語版） （Chakwal District） - チャクワール（英語版）
6. en:Chiniot District （Chiniot District） - en:Chiniot
7. デーラー・ガーズィー・ハーン県（英語版） （Dera Ghazi Khan District） - デーラー・ガーズィー・ハーン（英語版）
8. ファイサラーバード県（英語版） （Faisalabad District） - ファイサラーバード
9. グジュラーンワーラー県（英語版） （Gujranwala District） - グジュラーンワーラー
10. グジュラート県（英語版） （Gujrat District） - グジュラート
11. ハーフィザーバード県（英語版） （Hafizabad District） - ハーフィザーバード（英語版）
12. ジャング県（英語版） （Jhang District） - ジャング（英語版）
13. ジェーラム県（英語版） （Jhelum District） - ジェーラム（英語版）
14. カスール県（英語版） （Kasur District） - カスール（英語版）
15. ハーネーワール県（英語版） （Khanewal District） - ハーネーワール（英語版）
16. フシャーブ県（英語版） （Khushab District） - フシャーブ（英語版）
17. ラホール県（英語版） （Lahore District） - ラホール
18. ライアー県（英語版） （Layyah District） - ライアー（英語版）
19. ロードラーン県（英語版） （Lodhran District） - ロードラーン（英語版）
20. マンディー・バハーウッディーン県（英語版） （Mandi Bahauddin District） - マンディー・バハーウッディーン（英語版）
21. ミーヤーンワーリー県（英語版） （Mianwali District） - ミーヤーンワーリー（英語版）
22. ムルターン県 （Multan District） - ムルターン
23. ムザッファルガル県（英語版） （Muzaffargarh District） - ムザッファルガル（英語版）
24. ナーローワール県（英語版） （Narowal District） - ナーローワール（英語版）
25. ナンカーナー・サーヒブ県（英語版） （Nankana Sahib District） - ナンカーナー・サーヒブ（英語版）
26. オカラ県（英語版） （Okara District） - オカラ
27. パークパッタン県（英語版） （Pakpattan District） - パークパッタン（英語版）
28. ラヒームヤール・ハーン県（英語版） （Rahimyar Khan District） - ラヒームヤール・ハーン（英語版）
29. ラージャンプール県（英語版） （Rajanpur District） - ラージャンプール（英語版）
30. ラーワルピンディー県（英語版） （Rawalpindi District） - ラーワルピンディー
31. サーヒーワール県（英語版） （Sahiwal District） - サーヒーワール（英語版）
32. サルゴーダー県（英語版） （Sargodha District） - サルゴーダー
33. シェーフープラ県（英語版） （Sheikhupura District） - シェーフープラ（英語版）
34. シアールコート県（英語版） （Sialkot District） - シアールコート
35. トーバー・テーク・スィング県（英語版） （Toba Tek Singh District） - トーバー・テーク・スィング（英語版）
36. ヴィハーリー県（英語版） （Vehari District） - ヴィハーリー（英語版）